# ヴィンキアトゥーロ
ヴィンキアトゥーロ（イタリア語: Vinchiaturo）は、イタリア共和国モリーゼ州カンポバッソ県にある、人口約3,300人の基礎自治体（コムーネ）。

## 地理

### 位置・広がり

#### 隣接コムーネ
隣接するコムーネは以下の通り。
- バラネッロ
- ブッソ
- カンポバッソ
- カンポキアーロ
- コッレ・ダンキーゼ
- グアルディアレージャ
- ミラベッロ・サンニーティコ
- サン・ジュリアーノ・デル・サンニオ